# Poecilasthena scoliota
Poecilasthena scoliota là một loài bướm đêm trong họ Geometridae.